# قاعدة الأثلاث (عسكرية)
قاعدة الأثلاث هي قاعدة ناجمة عن التجربة تستخدم في التنظيم العسكري، وفي هذا النظام، يتاح ثلث واحد من إجمالي القوة العسكرية من أجل العمليات، ويستعد الثلث الثاني للانخراط في العمليات، بينما يكون الثلث الأخير، والذي كان منخرطًا في العمليات، في فترة راحة. وبشكل نموذجي، يتم تدوير الوحدات والأفراد عبر تلك المراحل الثلاث.

## الاختلافات والتداعيات
تقوم الأمم والجيوش المختلفة بتنويع قاعدة الأثلاث وفقًا للأوضاع المالية وأوضاع تعداد القوات المسلحة بها.
وفي أوقات الصعوبات المالية، فإنه بدلاً من زيادة العدد الإجمالي للقوات، يميل السياسيون إلى محاولة زيادة تعداد القوات المسلحة المتاحة من خلال ضم مرحلتي الإعداد والراحة معًا، مما يؤدي إلى خلق قاعدة النصفين. وقد كانت قاعدة النصفين، في الواقع، أساسًا للتخطيط العسكري البريطاني خلال فترة الإمبراطورية البريطانية،[[تصنيف:مقالات ذات عبارات بحاجة لمصادر منذ فبراير 2009]][بحاجة لمصدر] حيث كان كل فوج يتكون من كتيبتين تتبادلان التجنيد / التدريب / الراحة في المملكة المتحدة والانتشار في الدول الأخرى، ومع ذلك، بسبب طبيعة الانتقال، فإن كل مرحلة من هاتين المرحلتين في هذه الفترة كانت أطول من الوضع الحالي (حيث كانت تصل إلى عام أو أكثر). ولا تعد المغادرة من الدوران ثلاثي المراحل لفترات قصيرة أمرًا مستحيلاً، إلا أن المغادرة الممتدة تعتمد على الصحة النفسية لأفراد الخدمة والعمر التشغيلي للمعدات، مما يؤدي إلى حدوث دوران غير مرغوب فيه في عدد الأفراد. وبالنسبة لأولئك الذين يمكنهم تحمل ذلك، يؤدي الاعتماد على دوران رباعي أو خماسي المراحل إلى زيادة قدرة الدولة على تنفيذ العمليات العسكرية المستدامة، حتى رغم أن أغلبية الجنود العاملين في الجيش لا يقومون بعمل أي شيء.
وكحجر زاوية في سياسات الدفاع الخاصة بها، تستخدم قوات الصواريخ البالستية التي تطلق من الغواصات البريطانية والفرنسية قاعدة الأرباع،[بحاجة لمصدر] حيث تكون هناك غواصة في دورية وأخرى تستعد لدورية والثالثة تكون قد عادت من الدورية والرابعة تكون في إطار الصيانة. ويضمن هيكل الصيانة هذا تواجد غواصة واحدة على الأقل تحمل صواريخ باليستية تقوم بإجراء دورية. وفي مقابل ذلك، تعني الخطط البريطانية لحاملات الطائرات المستقبلية الخاصة بها أن البحرية الملكية لن تضمن أن تكون هناك حاملة طائرات متاحة للقيام بالعمليات في أي وقت محدد.[بحاجة لمصدر]
وتقوم الولايات المتحدة، من أجل إتاحة أكبر عدد ممكن من غواصاتها في أي وقت، بتعيين طاقمين، يطلق عليهما الطاقم الذهبي والطاقم الأزرق، في كل غواصة من الغواصات الخاصة بها، بحيث تكون الغواصات نفسها تحتوي على أوقات دوران تكون قصيرة قدر الإمكان.[بحاجة لمصدر] ومع ذلك، تعد الولايات المتحدة واحدة من الدول القليلة في العالم التي يمكن أن تتحمل تكاليف قيام الجنود بذلك مع توفير غواصات كافية في الخدمة لترتيب خروج الغواصات بشكل دوري متعاقب من أجل إجراء الصيانة العميقة بدون التأثير على العدد الإجمالي المتاح بشكل ملحوظ.[بحاجة لمصدر]